# 学士（薬学）
学士（薬学）(がくし やくがく)は学士の学位の一つ。薬学分野の学士号で上位の学位として博士（薬学）がある。
主に大学の薬学部卒業生に授与される学位である。薬学分野の学士号の歴史は古く、1877年(明治10年)の旧制東京大学の開学とともに、法学士、理学士、文学士、医学士とともに製薬士の学位が定められ、翌78年(明治11年)に9人の卒業生に製薬士号が授与されたが5期で授与が停止された。
1886年（明治19年）の学制改革に際し、東京大学製薬学科が廃止となったが、医科大学薬学科として復活した。1887年(明治20年)、帝国大学令が発令され、学士号は学位から称号に移行。1890年(明治23年)に医科大学で第1回卒業生5名に薬学士号が授与された。1897年(明治30年)、京都帝国大学が設立されたのをはじめ、帝国大学でも医学部薬学科が設置されたことで、薬学士号の授与機関が拡大した。1949年(昭和24年)に新制総合大学として千葉大学などの国立大学が新たに開学し、医学部から独立して薬学部薬学科が開設された。公立大学では名古屋市が名古屋市立大学の前身となる名古屋薬科大学を設立し、私立大学でも東京薬学専門学校と東京薬学専門学校女子部を母体とした東京薬科大学が開学したことで、国公立の垣根を越えて大学に薬学教育が広まった。

## 広がりを見せる薬学分野の学士号
1991年（平成3年）7月1日に施行された学校教育法の改正及び学位規則の改正により、学士は再び学位として定められることとなった。従前の薬学士の称号は学士（薬学）と専攻分野を括弧書きで付記することとされた。この制度改正に伴い、従前の制度で授与されていた薬学士の称号については学校教育法附則にて学位と看做されることとなった。
同年、学位授与機構（その後大学評価・学位授与機構に改組。現大学改革支援・学位授与機構）が設立されたことで、一定の単位取得など学修成果と小論文による学位審査により、大学卒業生以外の者でも学士号を取得する道が開かれた。
なお、2006年(平成18年)以降、大学の薬学部教育では、従来の薬学科が6年制に移行し、薬剤師国家試験の受験資格が与えられない4年制の薬科学科が新設された。これにより、学士（薬学）は6年制の薬学科で、学士（薬科学）は4年制の薬科学科で、それぞれ学位が授与されるようになった。これに伴い、学位授与機構から改組した独立行政法人大学評価・学位授与機構でも2010年(平成22年)以降、学士（薬学）の学位審査・授与を停止し、学士（薬科学）の授与を開始している。なお、1991年の学位規則改正に伴い、学位名称を書く大学や授与機関ごとに定めることができるようになり、その結果、薬学分野の学位名称も増加傾向にある。
| 薬学および関連分野の学士号の例(日本の例：その一部) | 薬学および関連分野の学士号の例(日本の例：その一部) | 薬学および関連分野の学士号の例(日本の例：その一部) |
| 薬学関係                                           | 薬学関係                                           | 薬学関係                                           |
| -------------------------------------------------- | -------------------------------------------------- | -------------------------------------------------- |
| 薬学                                               | 薬科学                                             | 創薬科学                                           |
| 生命薬科学                                         | 動物生命薬科学                                     | 臨床薬科学                                         |

## 英語表記
直訳として、Bachelor of Pharmacy(B.Pharm.またはB.S.Pharm.)の表記がある。
他にも、学士（医学）がDoctor of Medicine（M.D.）、学士（歯学）がDoctor of Dental Surgery（D.D.S.）、学士（獣医学）がDoctor of Veterinary Medicine（D.V.M.）と表記するため、2006年より薬剤師養成のための教育課程が上記の職業と同じく6年制に移行したことから、学士（薬学）に関してもDoctor of Pharmacy（Pharm.D.）とする流れもある。
2011年には、日本薬剤師研修センターからPharm.D.に関する見解も出ており、上述のような流れとなっている（但し、学位というよりは免許に主眼が置かれている点に注意）。
また、現在大阪大学薬学部には、Pharm.Dコースが2013年度から導入されている。